# Family 5
Family 5 is een in 1981 opgerichte Duitse soul/punkband uit Düsseldorf.

## Bezetting
- Xao Seffcheque
- Peter Hein
- Rainer Mackenthun (drums)
- Andreas Brüning (saxofoon)
- Markus Wienstroer (gitaar)
- Esther Nöcker
- Markus Türk (trompet)

- Gerald Leyking (trompet)
- Axel Schulz (saxofoon)
- Hatti Graeber (saxofoon)
- Cpt Nuss (basgitaar)
- André Hasselmann (drums, vanaf 2005)
- Simon Heinen (drums, vanaf 2015)

## Geschiedenis
Oorspronkelijk alleen als ironische verwijzing op een actuele muziekmode (funk, salsa) bedoeld, bracht het label Schallmauer eind 1981 de 12" plaat Bring deinen Körper auf die Party uit. In de lente daarna zou de band, die eigenlijk nog niet bestond, optreden tijdens een festival in München. Derhalve wierven Xao Seffcheque en Hein Rainer Mackenthun, Andreas Brüning, Markus Wienstroer en Esther Nöcker. Na het optreden besloten ze om in deze formatie verder te gaan. Er volgde een platencontract met Teldec. Vanaf 1984 werd dan op indie-labels uitgebracht.
De band bracht in het begin uitsluitend singles en ep's uit, waarop zich met nummers als Der lange Weg nach Derendorf en Japaner in Düsseldorf ook coverversies bevonden van Heins eerste band Mittagspause. In 1985 verscheen het eerste reguliere album Resistance van Family 5. Muzikaal presenteerde de band een mengeling uit punk, pop, beat en soul. Hier speelden al Markus Türk, Gerald Leyking en Axel Schulz, de latere manager van het Berlijnse trio Die Ärzte, mee. In 1987 bestond er uiteindelijk met Hein, Seffcheque, Mackenthun, Cpt. Nuss, Markus Türk en Hatti Graeber een relatief stabiele bezetting, die een tijdlang bleef bestaan.
In 1991 ontbond Seffcheque de band, nadat Hein het aanbod had geaccepteerd, bij een herformatie van Fehlfarben mee te werken. In 1994 keerde Family 5 voor enkele reünieconcerten weer terug op het podium. In 1997 kwam er met de single Vor, vor, Fortuna zelfs weer enig levensteken van de band.
In 2002/2003 werd een deel van het studiowerk en het livealbum Unsere Leichen leben noch op meerdere cd's weer uitgebracht door het indie-label PAUL!. Bovendien verscheen het tributealbum Die Zeit ist reif für Family Five, waarop onder andere Farin Urlaub, Subterfuge en de Boxhamsters, maar ook muzikanten uit Oostenrijk, Frankrijk, Roemenië en Peru Family 5-songs coverden.
De band trad met onderbrekingen (1991-1994 en 1997-2000) steeds weer op in Duitsland, Oostenrijk, Zwitserland en Italië. Weliswaar duurde het tot 2004, voordat de band met Wege zum Ruhm een nieuw album uitbracht. Dit gebeurde zonder Rainer Mackenthun, die tussentijds overleed en werd vervangen door André Hasselmann in 2005. Hasselmann werd in 2015 op zijn beurt vervangen door Simon Heinen. Op het album Wege zum Ruhm stak Hein de draak met het commerciële succes van Die Toten Hosen en bood onder andere coverversies van S.Y.P.H. en KFC. Op 14 mei 2011 gaf Family 5 een concert in de Kunsthalle Düsseldorf, parallel aan het Eurovisiesongfestival 2011, dat op dezelfde avond ook plaatsvond in Düsseldorf.
Verbazend genoeg kondigde de band in het voorjaar van 2016 aan om het nieuwe album Was zählt uit te brengen, dat eind juli 2016 verscheen en werd geproduceerd door Ekki Maas. Er werd een grotere tournee in september 2016 afgewerkt en een kleinere in maart 2016. De reacties op Was zählt waren voor het grootste deel uitgesproken positief.
Op 13 december 2017 speelde de band in het kader van het festival 'Lieblingsplatte' in het Düsseldorfer ZAKK hun eerste album Resistance live. Bovendien begeleidde de band, waarbij voor de eerste keer na 30 jaar Markus Wienstroer weer erbij was, Frank Spilker, Tobias Bamborschke, Carsten Friedrichs en Martina Weith, toen deze vervolgens hun persoonlijke lievelingsnummers van Family 5 vertolkten.
Op 24 augustus 2018 verscheen, bijna net zo verrassend als twee jaar eerder, het volgende studioalbum Ein richtiges Leben in Flaschen, welke titel oude (Adorno) en nieuwe Frankfurter Schule (Robert Gernhardt) anders formuleert. Het album kreeg ook grotendeels uitstekende kritieken.

## Discografie

### Singles
- 1981: Bring deinen Körper auf die Party (12", Schallmauer)
- 1983: Traum von Übermorgen (Teldec)
- 1983: Japaner in Düsseldorf (DAS BÜRO)
- 1983: Die kapieren nicht (Teldec)
- 1984: Tagein – Tagaus (TOTENKOPF)
- 1985: Stein des Anstoßes (12", Sneaky Pete Recs.)
- 1985: Jochen Hülder gibt 'ne Party (Sneaky Pete Recs.)
- 1986: Fortuna (Sneaky Pete Recs.)
- 1991: Grenzen (viel-leicht Records)
- 1997: Vor, vor, Fortuna (Eleven Records)

### Albums
- 1985: Resistance (Sneaky Pete Recs.)
- 1987: Die neueste Terroridee des verrückten Oberst (Sneaky Pete Recs.)
- 1988: Unsere Leichen leben noch (Live) (Sneaky Pete Recs.)
- 1990: Das Blaue vom Himmel (D & S Records)
- 1991: Top of the Flops – Arm! und weitere 19 Misserfolge (sampler What's So Funny About)
- 2002: Das Brot der frühen Tage (sampler, PAUL!)
- 2003: Die schnellen Jahre (sampler, PAUL!)
- 2003: Eine Art von Zorn (sampler, PAUL!)
- 2004: Wege zum Ruhm (PAUL!)
- 2012: Hunde, wollt ihr ewig leben? (dubbel cd-Sampler, Sireena Records)
- 2016: Was zählt (Tapete Records)
- 2017: Wir bleiben (5-cd-box; studio-tracks 1981−91, Tapete Records)
- 2018: Ein richtiges Leben in Flaschen (Tapete Records)

### Mini-ep's en lp's
- 1983: Ball der Verwirrung (Teldec)
- 1984: Per un pugno di Lire (NDM-Records, Bologna, Italiaanse persing van Ball Der Verwirrung)
- 1986: Gegen den Strom (Sneaky Pete Recs.)
- 2004: Wo's lang geht (PAUL!)
- 2017: 50/50 (dubbel-7", FORMOSAPUNK)

### Extra publicaties
- 1986: FAMILY 5-Fanclub-Weihnachtstape (op FFCB, mc)

### Sampler-inbreng
- 1982: Muffgruff (op SOUNDS rettet Deutschland, SOUNDS, mc)
- 1984: Schön ist anders (op Pesthauch des Dschungels, ER & EN Productions)
- 1986: Lachleute & Nettmenschen (op Väterchen Frost, MEKKA ALIF, lp)
- 1987: Hau weg den Dreck (op How much more black can it be, Totenkopf, lp)
- 1990: Siehste (op Smarten-Up Compilation, Smarten-Up, lp)
- 1991: Der Schlaf der Vernunft (live) (op Hier Super 12 – bitte melden!, viel-leicht, lp)
- 1994: Schnellschuß (op ... KOMM SCHNELL, peace 95, cd)
- 1995: Fortuna (op Die Fußball-Hits, Folge 2, Eleven Records, cd)
- 1996: Vor, vor Fortuna (op Die Fußball-Hits, Folge 3, Eleven Records, cd)
- 1997: Vor, vor Fortuna (op Fußballhits Saison 97/98, Eleven Records, dubbel-cd en dubbel-mc)
- 1997: Wir lassen dich nicht rein (op City Beats, Citybeats, cd)
- 1997: 0190-4711, Mittwochs in, Der Turm, Fortuna (allen live) + Wir können alles (studio) (op Wir sind Fortuna Düsseldorf. Wir können alles., Wolverine Records, cd)
- 2001: Viertel nach (op OX, cd)
- 2004: Wo's lang geht (op Eigentlich bin ich super für dich, PAUL!, cd)
- 2015: Du wärst so gern dabei (Falscher Ort, falsche Zeit, TAPETE, cd + lp)
- 2016: Der Schaum der Tage (Falscher Ort, falsche Zeit 2, TAPETE, cd + lp)
- 2017: In diesem Sinn (Mach's besser, tribute-album voor DIE STERNE, diens label; cd + lp)